# ユニバーシティ・ハイツ橋
ユニバーシティ・ハイツ橋 (英語: University Heights Bridge) は、ハーレム川を横断し、マンハッタンのインウッドにある西207丁目とブロンクスのユニバーシティ・ハイツを結んでいる。通り名から207丁目橋とも呼ばれる。
橋は、ニューヨーク市運輸局（NYCDOT）によって運営・維持されている。2008年の日平均通行量は39,340台。
上下方向に片側2車線車道があり、南側には歩道がある。過去には、現在は廃止されているニューヨーク州道9X号線が通っていた。
この場所にあった最初の旋開橋は、新しい橋と取り替えられたブロードウェイ橋の以前のものであった。1906年6月、古い橋は、川の下流へと浮かばせ、新しく建設された中央埠頭に置かれた。すべての進入路や他の構造が完成した後、1908年1月8日にユニバーシティ・ハイツ橋は開通した。設計は、アルフレッド・パンコースト・ボラー。
さらに新しい橋は、1982年と1992年の間に、老朽化した従来橋の架替えのために建造された。
2008年6月12日、ニューヨーク市橋100周年委員会は、橋の100周年を記念して、パレードを計画した。このイベントには、ブロンクス区長のアドルフ・カリオン・ジュニアやマンハッタン区長のスコット・ストリンガーが参加した。

## 公共交通機関
ユニバーシティ・ハイツ橋には、バス高速輸送システムを採用するセレクト・バス・サービスBx12と、同様にニューヨーク市都市交通局の運営するBx12が走っている。この路線の平日平均乗客数は45,039人である。
ブロンクス側では、橋から歩道で、メトロノース鉄道ハドソン線のユニバーシティ・ハイツ駅へアクセスすることができる。